# Unternehmensweite Datenqualität
Unternehmensweite Datenqualität betrachtet Datenqualität in einem unternehmensweiten Kontext. Daten werden dabei als Produktionsfaktor und Unternehmenswert (engl. asset) betrachtet, der bewirtschaftet werden muss. Für diese Bewirtschaftung sind bestimmte Strukturen zu etablieren, deren Definition Gegenstand aktueller Forschung sind.
Die Forderung, Information im Unternehmen als Produktionsfaktor zu behandeln, ist nicht neu. Sie rückt aber verstärkt in den Vordergrund, weil gerade in dezentralen und komplexen Konzernstrukturen die Zahl der Geschäftstreiber wächst, die ein unternehmensweites Datenmanagement als Grundlage für die betriebliche Informationsbasis voraussetzen:
- In der Telekommunikationsbranche ist ein integriertes Endkundenmanagement nur möglich, wenn sämtliche Vertrags- und Rechnungsdaten konsistent, aktuell und schnell verfügbar sind – unabhängig vom Vertriebskanal, über den sie erfasst wurden.
- Im strategischen Einkauf in Produktionsunternehmen müssen Stammdaten zu Lieferanten konsistent und korrekt über verschiedene Sparten vorhanden sein und Transparenz über Hierarchiebeziehungen sowohl in Bezug auf die Lieferantenorganisation als auch in Bezug auf das eigene Unternehmen existieren, damit Analysen zur Lieferantenbeurteilung und über die Beschaffungsquellen zuverlässig durchgeführt werden können.
- In vielen Unternehmen hat sich die Informationstechnologie (IT) ohne übergreifende Steuerung entwickelt – mit der Folge, dass häufig nicht bekannt ist, welche Anwendungssysteme führend bei der Haltung und Bereitstellung von beispielsweise Produkt- oder Materialstammdaten sind. Das wiederum verhindert Konsolidierungsmaßnahmen und Harmonisierungsbestrebungen in der IT-Organisation und im IT-Betrieb.
- Im Zuge der wachsenden Zahl behördlicher und gesetzlicher Auflagen steigen zudem die Anforderungen an die Berichtsfähigkeit und das Risikomanagement von Unternehmen: Registrierungs- und Nachverfolgbarkeitspflichten in der chemischen Industrie sind ohne hochqualitative Daten nicht zu realisieren.

Diese Beispiele verdeutlichen den Stellenwert hochqualitativer Daten im Unternehmen. Daten entwickeln sich zunehmen zu einem betrieblichen Anlagevermögen. Im Vergleich zur Bewirtschaftung von physischen Anlagen wie Werkzeugmaschinen, Immobilien u. ä. nimmt das Datenmanagement häufig eine untergeordnete Rolle ein. Wo es Instandhaltungsstrategien für Fertigungsanlagen und Netzwerkinfrastrukturen gibt, welche die Nutzbarkeit und den betrieblichen Wert von Anlagen über den gesamten Lebenszyklus maximieren, fehlen in den meisten Unternehmen präventive Strategien zur Erhaltung der Qualität der geschäftskritischen Daten. Zwar existieren integrierte Ansätze wie das Total Data Quality Management, was am Massachusetts Institute of Technology (MIT) entwickelt wurde, und das Total Information Quality Management, aber in Unternehmen werden beide noch kaum flächendeckend angewendet.

## Weitere Literatur
- Larry P. English: Improving Data Warehouse and Business Information Quality. John Wiley & Sons, Inc., New York, NY 1999, ISBN 0-471-25383-9.
- Richard Y. Wang, Diane M. Strong: Beyond Accuracy: What Data Quality Means to Data Consumers. In: Journal of Management Information Systems 12(4). 1996, S. 5–34.
- Detlef Apel, Wolfgang Behme, Rüdiger Eberlein, Christian Merighi: Datenqualität erfolgreich steuern, Praxislösungen für Business-Intelligence-Projekte. Hanser, München, Wien 2009, ISBN 978-3-446-42056-4.